# India International 2017
Die India International 2017 im Badminton fanden vom 23. bis zum 26. November 2017 in Hyderabad statt.

## Sieger und Platzierte
| Disziplin    | Gold                            | Silber                      | Bronze                       |
| ------------ | ------------------------------- | --------------------------- | ---------------------------- |
| Herreneinzel | Lakshya Sen                     | Chong Yee Han               | Rahul Yadav Chittaboina      |
| Herreneinzel | Lakshya Sen                     | Chong Yee Han               | Abhishek Yelegar             |
| Dameneinzel  | Tanishq Mamilla Palli           | Shikha Gautam               | Grace Chua                   |
| Dameneinzel  | Tanishq Mamilla Palli           | Shikha Gautam               | Rasika Raje                  |
| Herrendoppel | Arun George Sanyam Shukla       | Alwin Francis K. Nandagopal | Vaibhaav Prakash Raj S.      |
| Herrendoppel | Arun George Sanyam Shukla       | Alwin Francis K. Nandagopal | Rohan Kapoor Shivam Sharma   |
| Damendoppel  | Putri Sari Dewi Citra Jin Yujia | Lim Jee Lynn Yap Zhen       | J. Meghana Poorvisha Ram     |
| Damendoppel  | Putri Sari Dewi Citra Jin Yujia | Lim Jee Lynn Yap Zhen       | Lim Chiew Sien Teoh Mei Xing |
| Mixed        | Chen Tang Jie Goh Liu Ying      | Rohan Kapoor Kuhoo Garg     | Nishant Dua Anamika Kashyap  |
| Mixed        | Chen Tang Jie Goh Liu Ying      | Rohan Kapoor Kuhoo Garg     | Bimo Adi Prakoso Jin Yujia   |